# Марта Бернайс
Марта Фройд (родена Марта Бернайс, на немски: Martha Bernays) (16 юли 1861 в Хамбург – 2 ноември 1951 в Лондон) е съпруга на Зигмунд Фройд, „бащата на психоанализата“.

## Биография
Бернайс е втората дъщеря на Емелин и Берман Бернайс. Нейният дядо от страна на бащата, Исак Бернайс, е бил главен равин в Хамбург. Зигмунд Фройд и Марта Бернайс се срещат през април 1882 г. и след четири години таен годеж (1882 – 1886), през което време си разменят над 1500 писма, те сключват брак на 14 септември 1886 г. в Хамбург.
Фройд и Марта имат шест деца: Матилде (р. 1887), Жан-Мартин (р.1889), Оливър (р. 1891), Ернст (р.1892), Софи (р. 1893) и Ана (р. 1895).